# Заголодёнка
Заголодёнка — река в Ленинградской области России, протекает по территории Бокситогорского района. Устье реки находится в 16 км по правому берегу реки Соминки. Длина реки составляет 19 км, площадь водосборного бассейна — 180 км². Высота устья — 143,1 м над уровнем моря.

## Данные водного реестра
По данным государственного водного реестра России относится к Верхневолжскому бассейновому округу, водохозяйственный участок реки — Молога от истока и до устья, речной подбассейн реки — Реки бассейна Рыбинского водохранилища. Речной бассейн реки — (Верхняя) Волга до Куйбышевского водохранилища (без бассейна Оки).
Код объекта в государственном водном реестре — 08010200112110000006788.